# Ginástica artística nos Jogos Olímpicos de Verão da Juventude de 2010 - Salto feminino
A final do salto sobre a mesa feminino da ginástica artística nos Jogos Olímpicos de Verão da Juventude de 2010 foi disputada no dia 21 de agosto no Bishan Sports Hall, em Singapura.

## Medalhistas
| Ouro   | RUS Viktoria Komova  |
| Prata  | ESP Maria Vargas     |
| Bronze | ITA Carlotta Ferlito |

## Resultados

### Qualificatória
A etapa qualificatória para este e para os demais aparelhos, bem como para o individual geral, foi disputada no dia 17 de agosto. 42 ginastas competiram e as oito melhores se classificaram para a final.

### Final
| Pos.              | Ginasta               | # | Dificuldade | Execução | Penalidades | Total  | Média  |
| ----------------- | --------------------- | - | ----------- | -------- | ----------- | ------ | ------ |
| Medalha de ouro   | RUS Viktoria Komova   | 1 | 6.500       | 9.100    | —           | 15.600 | 15.312 |
| Medalha de ouro   | RUS Viktoria Komova   | 2 | 5.800       | 9.225    | —           | 15.025 | 15.312 |
| Medalha de prata  | ESP Maria Vargas      | 1 | 4.400       | 9.150    | —           | 13.550 | 13.800 |
| Medalha de prata  | ESP Maria Vargas      | 2 | 5.000       | 9.050    | —           | 14.050 | 13.800 |
| Medalha de bronze | ITA Carlotta Ferlito  | 1 | 5.000       | 8.900    | —           | 13.900 | 13.700 |
| Medalha de bronze | ITA Carlotta Ferlito  | 2 | 4.400       | 9.100    | —           | 13.500 | 13.700 |
| 4                 | JPN Natsumi Sasada    | 1 | 5.000       | 8.875    | —           | 13.875 | 13.662 |
| 4                 | JPN Natsumi Sasada    | 2 | 4.400       | 9.050    | —           | 13.450 | 13.662 |
| 5                 | CAN Madeline Gardiner | 1 | 5.000       | 8.600    | —           | 13.600 | 13.587 |
| 5                 | CAN Madeline Gardiner | 2 | 4.700       | 8.875    | —           | 13.575 | 13.587 |
| 6                 | BRA Harumy Freitas    | 1 | 5.000       | 8.525    | —           | 13.525 | 13.425 |
| 6                 | BRA Harumy Freitas    | 2 | 4.400       | 8.925    | —           | 13.325 | 13.425 |
| 7                 | ROU Diana Bulimar     | 1 | 5.000       | 8.450    | —           | 13.450 | 13.412 |
| 7                 | ROU Diana Bulimar     | 2 | 4.600       | 8.775    | —           | 13.375 | 13.412 |
| 8                 | HUN Bianka S. Mityko  | 1 | 4.400       | 8.925    | —           | 13.325 | 13.237 |
| 8                 | HUN Bianka S. Mityko  | 2 | 4.600       | 8.550    | —           | 13.150 | 13.237 |